# Fungoid Stream
Fungoid Stream ist eine 2003 gegründete Funeral-Doom-Band.

## Geschichte
Simon O. und Joseph C. gründeten Fungoid Stream 2003 in Buenos Aires. Die initiale Idee ging von Joseph C. aus. Dieser entschied ein Funeral-Doom-Projekt zu gründen und es konzeptionell auf H.P. Lovecraft hin auszurichten. Er bat Simon O., von dessen Begeisterung für Funeral Doom und Lovecraft er wusste, den Gesang zu übernehmen. Seither agiert das Duo als Studioprojekt mit sporadischen Albumveröffentlichungen.

## Werk und Wirkung
Aufgrund beruflicher und privater Verpflichtungen sowie der Pflege von Nebenprojekten wie dem Funeral- und Drone-Doom-Projekt Qhwertt von Simon O. oder dem Dark-Ambient-Projekt Dormantgod Joseph C. erschienen die Alben des Duos mit Abständen von mehreren Jahren. Andere Formate, wie im Funeral Doom sonst oft bemühte EPs oder Splits veröffentlichte die Band keine. Für einen langen Zeitraum behielt Fungoid Stream dabei eine seit 2004 bestehende Kooperation mit Furias Records bei. Die Musiker bekundeten eine hohe Zufriedenheit und ein familiär Freundschaftliches Verhältnis zu Furias Records. Erst das vierte, 2019 erschienene Album The Winds Among The Stars wurde über das russische Label GS Productions veröffentlicht.

### Konzept
Die Band orientiert sich seit bestehen konzeptionell an H.P. Lovecraft und dem Cthulhu-Mythos. Lyrik und Gestaltung sind anhaltend auf diese Bezugspunkte hin ausgerichtet. Alle Texte stammen direkt aus Lovecrafts Werk. Die ersten beiden Alben sind vertonte Gedichte des Autors. Zum dritten Album griff die Band auf Textpassagen aus Cthulhus Ruf zurück. Funeral Doom als Stil 
böte dabei „mit seinem dichten Klang“ und einer von Simon O. als „monolithisch, kolossal und immens“ beschriebenen Atmosphäre die Option „große und langsame Strukturen“ zu erzeugen, dass sie atmosphärisch den von Lovecraft erdachten Entitäten entsprechen. Das Konzept setzt sich in der grafischen Aufbereitung der Tonträger fort. Weder Liedtexte noch Abbildungen der Band sind enthalten. Anstelle dessen präsentiert die Band grafische Aufbereitungen für jedes Stück, darunter Fossile, Sternbilder, Schlüssel oder Tiere die mit dem Cthulhu-Mythos assoziiert werden.

### Stil
Die von Fungoid Stream gespielte Musik wird als atmosphärischer Funeral Doom beschrieben. Dabei sei der Klang der Band „unverkennbar“. Die Musik sei von den Keyboard-Arrangements und der Schlagzeug-Programmierung dominiert. Der Gesang wird als düsteres Growling beschrieben. Das elektronische Gewebe aus Keyboard-Spiel, programmierten Schlagzeug und Sampling zielt dabei auf einen natürlichen Klang. Das Tempo und die künstliche Instrumentierung variieren zwischen den Stücken. Streicherarrangements, Klavierpassagen und Chöre werden künstlich generiert. Für Metal typische Instrumente wie Schlagzeug, E-Gitarren und E-Bässe werden wenig genutzt. Das dröhnende Gitarrenspiel sei dennoch markant.

### Rezeption
Das Duo debütierte 2004 mit dem Andenken Lovecrafts gewidmeten Album Celaenus Fragments. Es wurde international positiv rezensiert. Bertrand Marchal lobte Celaenus Fragments für Doom-Metal.com als ein Album von „religiöser“, „mystischer“ und „hypnotischer“ Kraft. In weiteren Rezensionen wird auf den konzeptionellen Rahmen verwiesen und der Band bescheinigt, dass es ihr gelänge eine glaubwürdig „gruselige Atmosphäre zu erschaffen“, die dem Einfluss von Lovecraft würdig sei. Hinzukommend wird die, die sich anhaltend an diesem Konzept orientierende, Gestaltung des Begleitmaterials als das Gesamtwerk abrundend betont. Das nachkommende Oceanus erschien 2009. Die Rezeption fiel überaus positiv aus. Bertrand Marchal rezensierte das Album, erneut für Doom-Metal.com, und schrieb, dass „der es schlechteste Teil des Album [sei], dass es enden“ müsse. Weitere Rezensionen beschrieben es als ein „seltsames“ aber „großartiges Album“, das „eine lebende Präsenz aus Gedanken und Visionen“ transportiere. Auch das 2014 veröffentlichte Prehuman Shapes erhielt positive Resonanz. Es sei „eine langsame, meditative und religiöse Reise durch den Geist eines der skurrilsten Autoren, die es je gab.“ Dabei habe die Band seinen „Symbolen, die voller Angst und Furcht“ „einiges an Schönheit hinzugefügt.“ Das Ergebnis sei eine Musik die „faszinierend“, „voller Schönheit“ und „kaum zu beschreiben“ sei.
Das vierte, 2019 über GS Productions veröffentlichte Album The Winds Among The Stars wurde kaum besprochen und von Jon Carr für Doom-Metal.com als eher langweiliges und durchschnittliches Album beurteilt. Es sei zwar „alles andere als schlecht,“ jedoch „keine besonders ansprechende Erfahrung“.